# Potameia eglandulosa
Potameia eglandulosa är en lagerväxtart som beskrevs av André Joseph Guillaume Henri Kostermans. Potameia eglandulosa ingår i släktet Potameia och familjen lagerväxter. Inga underarter finns listade i Catalogue of Life.